# فيكتور كويستا
فيكتور كويستا (بالإسبانية: Victor Cuesta)‏ (المولود 19 نوفمبر 1988) هو لاعب كرة قدم أرجنتيني يلعب حاليًا لنادي إنديبندينتي والمنتخب الأرجنتيني كمدافع.

## روابط خارجية
- فيكتور كويستا على موقع قاعدة بيانات كرة القدم.إي يو (الإنجليزية)
- فيكتور كويستا على موقع ناشيونال فوتبول تيمز (الإنجليزية)
- فيكتور كويستا على موقع Soccerway.com (الإنجليزية)
- فيكتور كويستا على موقع أوليمبيديا (الإنجليزية)
- فيكتور كويستا على موقع اللجنة الأولمبية الأرجنتينية (الإسبانية)
- فيكتور كويستا على موقع AS.com (الإسبانية)